# ヘンリー・キュービット (第4代アシュコーム男爵)
第4代アシュコーム男爵ヘンリー・エドワード・キュービット（英: Henry Edward Cubitt, 4th Baron Ashcombe、1924年3月31日 – 2013年12月4日）は、イギリスの貴族。3人目の妻が相続したスードリー城の修復にかかわった。イギリス王妃カミラの母の弟にあたる。

## 略歴
第3代アシュコーム男爵ローランド・カルバート・キュービットと1人目の妻ソニア・ローズマリーの息子として、1924年3月31日に生まれ、イートン・カレッジで教育を受けた。イートン・カレッジを出た後はイギリス空軍に入り、第二次世界大戦中は主にカナダでパイロット育成にかかわった。
戦後はキュービット家の家業である住宅開発業（ホランド・ハンネン・アンド・キュービット社）を継いで、一時30社以上の取締役を務めた。もっとも、『タイムズ』紙はアシュコーム男爵の訃報で第4代アシュコーム男爵にビジネスの才覚は少ないと酷評した。
1962年10月28日に父が死去すると、アシュコーム男爵位を継承した。1960年代にモナコ公国の駐イギリス総領事を務めた。
政治では自身を保守党支持としたものの、貴族院での保守党会派には加入せず、貴族院議員への就任宣誓も爵位継承から11年後の1973年であり、1974年5月に初演説をした。以降1999年貴族院法により議席を失うまで年に1、2度登院する程度であり、登院するときも投票や演説はしなかった。
2013年12月4日に死去した。3度の結婚で子女をもうけず、爵位は叔父の孫にあたるマーク・エドワード・キュービットが継承した。

## 家族と私生活
1955年9月12日、ギスラン・ドレッセルホイス（コーネリアス・ウィリアム・ドレッセルホイスの娘、デニス・ジェームズ・アレグザンダー（のち第6代カリドン伯爵）の元妻）と結婚したが、1968年に離婚した。
1973年、ヴァージニア・キャリントン（Virginia Carrington、第6代キャリントン男爵ピーター・キャリントンの娘）と結婚したが、1979年に離婚した。

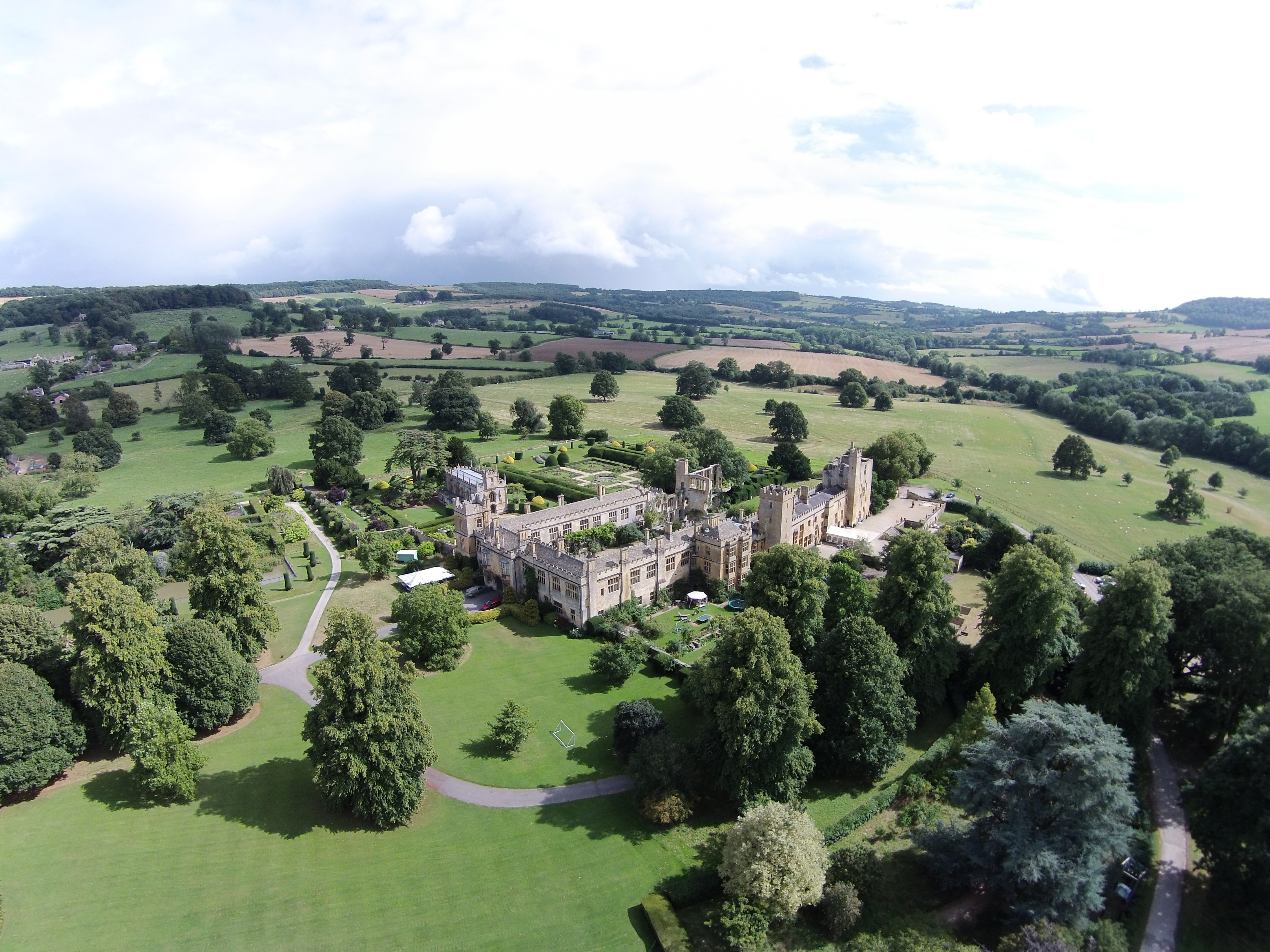
スードリー城、2014年撮影。

1979年、メアリー・エリザベス・デントン＝ブロックルハースト（Mary Elizabeth Denton-Brocklehurst、2013年時点で存命、ヘンリー・デイヴィス・チップスの娘、ジェフリー・マーク・デントン＝ブロックルハーストの未亡人）と再婚した。マークは1972年に心臓発作で幼い子女2人を残して死去しており、メアリー・エリザベスはスードリー城の女主人になったものの、同時に重い相続税に悩まされることとなった。このときには家業から半ば引退状態になっていたアシュコーム男爵はスードリー城の修復に取り掛かり、1985年にはサリー州の自宅を売却してスードリー城に引っ越すに至った。
人を引き付ける魅力があり、ユーモアにも富み、私生活では上記の3人の妻のほかにも多数の彼女がいた。一時アルコール依存になったものの完治して、以降アルコール依存の治療に関する慈善団体の活動に力を注ぐようになった。
サウジアラビアの王族で馬主のハーリド・ビン・アブドゥッラーの友人であり、ハーリドを代表してヨークシャーで土地を購入したこともあった。